# Жан Равелонаріву
Жан Равелонаріву (фр. Jean Ravelonarivo; нар. 17 квітня 1959, Сакадомо, Менабе, Мадагаскар) — мадагаскарський державний і військовий діяч, командор Армії Мадагаскару, прем'єр-міністр Мадагаскару з 17 січня 2015 року по 10 квітня 2016 року.

## Біографія

### Молоді роки й освіта
Народився 17 квітня 1959 року в Сакадомо у регіоні Менабе на Мадагаскарі.
Закінчив з відзнакою та ступенем бакалавра серії «C» Ліцей Мурундави, здобув диплом пілота категорії IFR після завершення навчання в Кіровоградському льотному училищі, ступінь магістра в галузі приватного права та бакалавра в галузі адміністративного управління Університету Антананаріву, диплом аспіранта міжнародних відносин Центру дипломатичних і стратегічних досліджень Антананаріву у Парижі (Франція).

### Кар'єра
З 1985 по 1997 рік Равелонарів був льотчиком, а з 1991 по 1997 — менеджером станції транзиту на повітряно-морській базі Івато. З 1995 по 2010 рік був генеральним директором компанії «Entreprise JJ». З 1997 по 2002 рік був генеральним директором компанії «Société d'Equipement Immobilier de Madagascar» на чолі з Дідьє Раціракою. З 1997 по 1997 рік був скарбником «Fikambanan'ny Zanak'i Farafangana». З 2000 по 2005 рік був мережевим адміністратором «Habitat & Francophone». З 2001 по 2002 рік був технічним радником голови Сенату Мадагаскару. З 2001 до 2003 року був генеральним секретарем Групи будівельних професій. Обіймав посади президента (2008—2009) та заступника президента (2009—2010) «Rotary International Ainga Antananarivo», а також керівника відділення в окрузі 9220 (2010—2011; 2011—2012; 2013—2014). 2010 року заснував «Grouppe JJ». 2012 року призначений головним авіаційним радником Генерального штабу Армії Мадагаскару. 30 грудня 2014 року Равелонаріву серед 59 військових отримав звання комадору (бригадного генерала) авіації.
Равелонаріву є членом Міжнародного комітету християнських підприємців з 1993 року, Асоціації університетських шкіл архітектури з 1997 року, «Rotary International Ainga Antananarivo» з 1999 року, Асоціації випускників Центру дипломатичних і стратегічних досліджень з 2003 року.

### Посада прем'єр-міністра Мадагаскару
14 січня 2015 року президент Мадагаскару Ері Радзаунаримампіаніна призначив Жана Равелонаріву на посаду прем'єр-міністра країни замість Коло Роже, який 12 січня подав у відставку. Призначення Равелонаріву розкритикували депутати Андрі Радзуеліна, Жан Луї Робінсон й Альбер Каміль Віталь як кумівство, через те що він і президент є близькими друзями, як і їхні дружини. 17 січня в офісі прем'єр-міністра пройшла церемонія передачі повноважень, на якій Роже похвально відгукнувся про Равелонаріву, відзначивши його компетентність. Таким чином, він став 17-м прем'єр-міністром Мадагаскару, який мав великий досвід у військовій та економічній сферах, але залишався практично невідомим широкому загалу. 26 січня Равелонаріву привів до присяги свій уряд з 30 міністрів, до складу якого увійшли 8 нових осіб і 22 члени попереднього кабінету, серед яких 6 жінок.
Через три тижні після вступу на посаду, на Мадагаскар прийшов тропічний шторм, який спричинив загибель 80 осіб і сильної посухи, після чого Равелонаріву закликав до національної солідарності та міжнародної допомоги. 4 вересня він здійснив державний візит до Франції і зустрівся з прем'єр-міністром Мануелем Вальсом. 7 жовтня в міністерстві освіти Равелонаріву дав старт проєкту підвищення грамотності на 2015—2016 рік, розробленому у співпраці з ООН і ЮНЕСКО, і який передбачає створення 100 освітніх центрів у всьому Мадагаскарі в умовах рівня неграмотності в 29,4 % серед молоді та дорослих страше 15 років.
8 квітня 2016 року з'явилися повідомлення про відставку Равелонаріву разом зі своїм урядом, однак він сам незабаром заявив, що знайшов би для цього «нагідніший момент». 10 квітня президент Радзаунаримампіаніна призначив на посаду прем'єр-міністра Олів'є Махафалі Сулундразану. Після цього Равелонаріву заявив про прийняття своєї відставки.
У вересні 2021 року кримінальний суд антикорупційного підрозділу Антананаріву притягнув до суду шість осіб й одну компанію. Жан Равелонаріву, прем'єр-міністр у період з 2015 по 2016 рік та прямий отримувач шахрайських контрактів, отримав п'ять років за ґратами. Відповідачів зобов'язали виплатити компенсацію збитків позивачу у розмірі 6 мільярдів ріалів. 16 жовтня 2021 року він утік до Майотти, потім переховувався у Парижі й оселився у Швейцарії.

## Особисте життя
Одружений з Жозіан Равелонаріву, сестрі Тати Амбруаза, наближеного Раціракі. У пари троє діте. Володіє малагасійською, французькою, англійською та російською мовами.